# Cafetín de Buenos Aires
Cafetín de Buenos Aires es un tango argentino con letra de Enrique Santos Discépolo y música de Mariano Mores. Se lo considera una composición «medular de la historia de la ciudad» de Buenos Aires, uno de los «tangos fundamentales», o «tangos de oro». Suma la experiencia propia más el intercambio de experiencias de café como una alternativa a la ciencia positiva.

## Composición y autores
Cafetín de Buenos Aires fue compuesto para una escena de la película Corrientes, calle de ensueños, en la que Mariano Mores actuaría como galán. Él le pasó la melodía a Enrique Santos Discépolo al tiempo que le encargaba la letra con el plazo de una semana, encargo que este compositor cumplió. Fue uno de los últimos tangos escritos por Discépolo y se hizo famoso en varias versiones ya antes del estreno de la película en septiembre de 1949.
La letra del tango es de Enrique Santos Discépolo (1901-1951), compositor, músico, dramaturgo y cineasta argentino también conocido como Discepolín, hermano del destacado director teatral y dramaturgo Armando Discépolo.
La música es de Mariano Mores, cuyo nombre es Mariano Alberto Martínez (1918-2016), músico argentino, pianista, compositor y director de orquesta de tango, autor de varias de las obras más difundidas del género.
El binomio Mores-Discépolo repitió en este caso la colaboración que originó otras obras memorables, como el tango Uno.

## Temas y lenguaje de la obra
El tango expresa una filosofía de vida del argentino medio, de la calle y la noche, vista desde las mesas del café «que nunca preguntan». Muchos poetas del tango escribieron y buscaron inspiración en bares de Buenos Aires y, por ello, también les dedicaron canciones.  Dentro de esa temática Cafetín de Buenos Aires ocupa un lugar destacado y el lenguaje popular incorporó frases extraídas de su letra, como, por ejemplo, «la ñata contra el vidrio», y «los sabihondos y suicidas». Su letra habla del  recuerdo de las cosas del pasado (de la infancia, de la madre) y de los amigos: «…Me diste en oro un puñado de amigos…». En pocas palabras describe varios personajes:

«José, el de la quimera...
 Marcial, que aún cree y espera...
 y el flaco Abel que se nos fue pero aún me guía...»

 La letra refiere además al poeta-narrador, que dice de sí mismo:

«…yo aprendí filosofía... dados... timba...
y la poesía cruel
de no pensar más en mí.»

 y también:

«…lloré una tarde el primer desengaño,
nací a las penas,
bebí mis años
y me entregué sin luchar.»

Como en otras composiciones de Enrique Santos Discépolo, se valora la constitución de un lenguaje propio y singular, y el laborioso y subyacente ejercicio de escritura. Así lo señala el poeta, ensayista, narrador y periodista Alberto Cousté:

Quienes le conocieron sabían que detrás de ese arabesco, había algo más que fuegos de artificio: la empecinada búsqueda de una palabra -para concluir Uno, demoró un año por un verso que no lo conformaba y cuya verdadera versión «estaba en alguna parte»-, la obsesión por los temas, la reiterada tristeza, el esfuerzo que le significó ir encontrando su idioma, que puede rastrearse desde los lunfardismos de Qué vachaché, hasta los ceñidos rigores de Uno y Cafetín de Buenos Aires.
Alberto Cousté, citado por Mariana Bonano

## Represión cultural
A partir de 1943 dentro de una campaña iniciada por la dictadura militar de 1943 que obligó a suprimir el lenguaje lunfardo, como así también cualquier referencia a la embriaguez o expresiones que en forma arbitraria eran consideradas inmorales o negativas para el idioma o para el país, se prohibió la emisión por radio de Cafetín de Buenos Aires por su supuesto pesimismo y por la comparación entre el cafetín y la madre.
Las restricciones por parte de la Secretaría de Prensa y Difusión continuaron al asumir el gobierno constitucional del general Juan Domingo Perón y en 1949 directivos de Sadaic le solicitaron al administrador de Correos y Telecomunicaciones en una entrevista que se las anularan, pero sin resultado. Obtuvieron entonces una audiencia con Perón, que se realizó el 25 de marzo de 1949, y el presidente –que afirmó ignorar su existencia– las dejó sin efecto.
En enero de 1950 SADAIC cuestionó a Radio El Mundo por aplicar criterios restrictivos sobre los temas. En 1952 la entidad de los autores acordó con las autoridades una lista de canciones populares que por razones de buen gusto o decoro idiomático no debían pasarse por radio. Opina el escritor Oscar Conde que, en definitiva, SADAIC no cuestionaba la censura sino quién la aplicaba.
En octubre de 1953 se aprobó la Ley de Radiodifusión n° 14 241 que no tenía previsiones sobre el uso del lenguaje popular en radio pero las restricciones en alguna medida continuaron.

## Versiones
- Tania, orquesta de Héctor Stamponi, Buenos Aires, RCA Victor (60-1641), grabada el 1 de julio de 1948.[3]
- Edmundo Rivero, orquesta de Aníbal Troilo, Buenos Aires, RCA Victor (60-1643 83998), grabada el 8 de julio de 1948.[3] Destaca el registro de la orquesta de Osvaldo Fresedo con el cantor Osvaldo Cordó en ese año.[3]
- Argentino Ledesma, orquesta de Jorge Dragone, Buenos Aires, grabada el 14 de diciembre de 1959.
- Alberto Marino, orquesta de Miguel Caló, Buenos Aires, Odeon (LDB-126 33451), grabada el 15 de mayo de 1967.
- Héctor De Rosas, orquesta de José Basso, Buenos Aires, Music Hall (30456).
- Nelly Omar, con guitarras, Buenos Aires, Magenta (512.510), grabada el 19 de diciembre de 1997.
- Mariano Mores recién la grabó en 1957, con su orquesta sinfónica y cantada por Enrique Lucero.
- Astor Piazzolla con la voz de Fontán Luna en (1948)
- Edmundo Rivero con H. Stamponi (1959)  Esta versión fue cortina musical del programa televisivo humorístico Polémica en el bar.
- Héctor de Rosas con el Quinteto Nuevo Tango de A. Piazzolla (1962)
- Hugo del Carril con guitarras (1967),
- Alberto Marino acompañado por Miguel Caló (1967),
- Roberto Goyeneche con la Orquesta Típica Porteña (1968),

Otras grabaciones fueron de Enrique Dumas, Guillermo Fernández, Andrés Calamaro y Juan Carlos Baglietto, entre otros, además de las realizadas en Latinoamérica y en países de otras áreas geográficas, traducida a otros idiomas como el portugués, alemán e italiano.

## Influencia en la cultura
En el poema Quizá la más querida, Julio Cortázar hace alusión a la letra del tango Cafetín de Buenos Aires.

Me diste la intemperie,
la leve sombra de tu mano
pasando por mi cara.
Me diste el frío, la distancia,
el amargo café de medianoche
entre mesas vacías.
...
Fui una letra de tango
para tu indiferente melodía.
Julio Cortázar

## Otros cafés, otros tangos
Otros tangos fueron dedicados a cafés destacados de Buenos Aires, como al bar de Balvanera Café de los Angelitos, de Cátulo Castillo y José Razzano, compuesto en 1944, y Viejo Café Tortoni dedicado al café Tortoni en 1981 por Eladia Blázquez (música) y Héctor Negro (letra).  
Un local se hizo conocido gracias al tango: Café La Humedad, en Gaona y Boyacá, del barrio de Flores, al que cantó Cacho Castaña.  
Homero Expósito escribió Cafetín (1946) "donde lloran los hombres que saben el gusto que dejan los mares".